# In Search of the Miraculous
In Search of the Miraculous, sous-titré Hymns, prayers and sacred dances, est un album de John Zorn paru sur le label Tzadik en 2010. Il est joué par le trio avec piano de l'album Alhambra Love Songs augmenté d'un vibraphone et d'une basse électrique. La musique est composée, arrangée et dirigée par John Zorn.

## Titres
| 1.    | Prelude: From A Great Temple      | 4:15 |
| 2.    | Sacred Dance (Invocation)         | 4:47 |
| 3.    | The Book Of Shadows               | 5:14 |
| 4.    | Affirmation                       | 5:05 |
| 5.    | The Magus                         | 9:08 |
| 6.    | Hymn For A New Millennium         | 5:31 |
| 7.    | Journey Of The Magicians          | 4:03 |
| 8.    | Mythic Etude                      | 7:27 |
| 9.    | Postlude: Prayers And Enchantment | 5:58 |
| 51:28 |                                   |      |

## Personnel
- Shanir Blumenkranz - basse électrique
- Rob Burger - piano
- Greg Cohen - basse
- Ben Perowsky - batterie
- Kenny Wollesen - vibraphone